# カンザスシティ・ミュニシパル・スタジアム
カンザスシティ・ミュニシパル・スタジアム (Kansas City Municipal Stadium) は、アメリカ合衆国ミズーリ州カンザスシティにかつて存在したスタジアム。MLBのカンザスシティ・アスレチックス（現オークランド・アスレチックスが1955年から1967年まで、カンザスシティ・ロイヤルズが1969年から1972年まで、NFLのカンザスシティ・チーフスが1963年から1971年まで本拠地にしていた。
元々はマイナーリーグのカンザスシティ・ブルースの本拠地球場だったため、こぢんまりした球場だった。1954年のシーズンオフにアスレチックスがフィラデルフィアからカンザスシティに移転してくると、客席を2層にするなど改修を行い、大リーグの公式戦を開催できるよう設備を整えた。また1962年にはAFL（今のNFL・AFCの前身）のダラス・テキサンズがカンザスシティに移転してきたため、野球とアメリカンフットボールの兼用球場に再改修された。
しかし球場の老朽化が進んだため、1967年には野球とアメフトそれぞれの専用球場を建設することが決定した。ミュニシパル・スタジアムは1976年に取り壊され、現在、跡地は公園になっている。

## 主要な出来事

### 野球
- 1947年7月10日、クリーブランド・インディアンスのドン・ブラックがノーヒットノーランを達成した（インディアンス 3 - 0 アスレチックス）。
- 1960年7月11日、オールスターゲーム第1戦を開催（ナ 5 - 3 ア）。
- 1965年9月8日、バート・キャンパネリスが1試合で全守備位置についた。大リーグ史上初の記録。

 ウィキメディア・コモンズには、カンザスシティ・ミュニシパル・スタジアムに関するカテゴリがあります。
| 開催イベントとテナント                  | 開催イベントとテナント                           | 開催イベントとテナント                          |
| --------------------------------------- | ------------------------------------------------ | ----------------------------------------------- |
| 前本拠地： シャイブ・パーク 1909 - 1954 | オークランド・アスレチックスの本拠地 1955 - 1967 | 次本拠地： マカフィー・コロシアム 1968 - 現在   |
| 前本拠地： n/a -                        | カンザスシティ・ロイヤルズの本拠地 1969 - 1972   | 次本拠地： カウフマン・スタジアム 1973 - 現在   |
| 前本拠地： コットン・ボウル 1960 - 1962 | カンザスシティ・チーフスの本拠地 1963 - 1971     | 次本拠地： アローヘッド・スタジアム 1972 - 現在 |